# My Way
My Way (с англ. — буквально «Мой путь», в контексте песни — «По-своему») — одна из самых популярных эстрадных песен середины XX века. Автор музыки — Жак Рево в соавторстве с Клодом Франсуа, английский текст написан Полом Анкой для Фрэнка Синатры. Синатра записал студийный вариант 30 декабря 1968 года, а в начале 1969 года песня была представлена публике и долго занимала высокие места в музыкальных чартах США и Великобритании. В силу соответствующего текста «My Way» в исполнении Синатры используется в Великобритании на каждых седьмых похоронах. Тем не менее для своих собственных проводов Синатра выбрал «Put Your Dreams Away».

## Оригинальная французская версия
Оригинальная французская версия песни исполнена Клодом Франсуа и была создана в 1967 году, она называется «Comme d’habitude» («Как обычно») (музыка: Жак Рево, Клод Франсуа; слова: Жиль Тибо, Клод Франсуа). В песне представлена «обычная» история, когда двое живут вместе, оказывают друг другу знаки внимания, но во многих поступках им приходится притворяться, поступать неискренне, без любви. И так повторяется каждый день.

Je me lève

Et je te bouscule

Tu ne te réveilles pas

Comme d′habitude

Sur toi je remonte le drap

J’ai peur que tu aies froid

Comme d′habitude

Ma main caresse tes cheveux

Presque malgré moi

Comme d’habitude

Mais toi tu me tournes le dos

Comme d’habitude

Et puis je m′habille très vite

Je sors de la chambre

Comme d′habitude

Tout seul je bois mon café

Je suis en retard

Comme d’habitude

Sans bruit je quitte la maison

Tout est gris dehors

Comme d′habitude

J’ai froid, je relève mon col

Comme d′habitude

Comme d’habitude

Toute la journée

Je vais jouer à faire semblant

Comme d′habitude

Je vais sourire

Comme d’habitude

Je vais même rire

Comme d’habitude

Enfin je vais vivre

Comme d′habitude

Et puis le jour s′en ira

Moi je reviendrai

Comme d’habitude

Toi tu seras sortie

Et pas encore rentrée

Comme d′habitude

Tout seul j’irai me coucher

Dans ce grand lit froid

Comme d′habitude

Mes larmes je les cacherai

Comme d’habitude

Mais comme d′habitude

Même la nuit

Je vais jouer à faire semblant

Comme d’habitude

Tu rentreras

Oui, comme d’habitude

Je t′attendrai

Comme d′habitude

Tu me souriras

Oui, comme d’habitude

Comme d′habitude

Tu te déshabilleras

Comme d’habitude

Tu te coucheras

Comme d′habitude

On s’embrassera

Comme d′habitude

Comme d’habitude

On fera semblant

Oui, comme d’habitude

On fera l′amour

Oui, comme d′habitude

On fera semblant

Comme d’habitude

Comme d′habitude

On fera semblant

Oui, comme d’habitude…

## Англоязычная версия
Английский текст не соответствует оригинальному французскому. Повествование ведётся от первого лица. Человек прошёл, как ему кажется, почти весь жизненный путь. Настало время подвести итоги. Несмотря на допущенные ошибки и сложности, встреченные на пути, жизнь прожита, по мнению самого человека, достойно, творчески. Особо отмечается, что каждый человек должен говорить то, что он чувствует и во что верит, не повторять слова тех, кто пресмыкается перед другими. Рассказчик считает, что он всегда поступал по-своему («I did it my way»), это самое главное в жизни.
Существует и другая английская версия текста — «Even a Fool Learns to Love» («Даже дурак учится любить»), написанная Дэвидом Боуи. Эта версия была написана в 1960-е для Эдриана Ньюли, но осталась неиспользованной (сохранилась только демо-запись с голосом самого Дэвида). Впоследствии Боуи признавал, что его вариант получился хуже, и исполнил кавер на версию Пола Анки.

And now, the end is near

And so I face the final curtain.

My friends, I′ll say it clear,

And I’ll state my case, of which I′m certain.

I’ve lived a life that’s full,

I traveled each and every highway.

And more, much more than this, I did it my, my way.

Regrets, I′ve had a few,

But then again, too few to mention.

I did what I had to do and saw it through without exemption.

And I planned each charted course, each careful step along life′s by way

And more, much more than this, I did it my way.

Yes, there were times, I’m sure you knew,

When I bit off more than I could chew.

But through it all, when there was doubt,

I ate it up and spit it out.

I faced it all and I stood tall and did it my way.

I′ve loved, I’ve laughed, I cried

I′ve had my fill, my share of losing.

And now, as tears subside, I find it all so amusing.

Just to think I did all that

And may I say, not in a shy way,

Oh, no, oh, no, not me, I did it my way.

For what is a man, what has he got?

If not himself, then he has not

To say the things he truly feels and not the words of one who kneels

The record shows I took the blows and did it my way.

To say the things he truly feels and not the words of one who kneels

The record shows i took the blows and did it my, my way.

## Исполнители
Песня «My Way» является одной из тех песен, которые выбирают многие исполнители. Это, помимо Фрэнка Синатры, и Элвис Пресли (во многом «знаковая» для него песня, исполнявшаяся им в последние годы жизни и выпущенная в качестве сингла вскоре после его смерти), и Том Джонс, Мирей Матьё, Робби Уильямс, Il Divo, и многие другие. Элвис, в частности, исполнил её на Гавайях в 1973 году, концерт впервые шёл в прямом эфире через спутник. «Знаковой» песня оказалась и для Сида Вишеса, спевшего её для саундтрека фильма о «Sex Pistols» (не зная толком текст, он заменил много слов ненормативной лексикой); номер стал «гвоздём» его немногочисленных сольных выступлений вплоть до гибели через полгода. Удо Диркшнайдер в 2022 году выпустил альбом кавер-версий песен любимых исполнителей «My Way», включив туда и одноимённую песню.
В СССР песню My Way впервые исполнил Муслим Магомаев, за ним, уже в России, Иосиф Кобзон.

## Русскоязычная версия
Русский вариант песни написал поэт Илья Резник.

Мой путь — моя судьба надежд, ошибок и сомнений

Мой путь, что выбрал я — я вспомнил вновь без сожалений

Я жил и сладок был солёный вкус аплодисментов

Влюблялся и любил… Это был мой путь…

Был час, когда упал и надо мной звенела вьюга…

Был день, когда узнал любовь врага и зависть друга…

Я шёл, боль затая.. смеялся я… и горько плакал…

Промчалась жизнь моя… Это был мой путь.

Продлись мой путь на светлый миг

На тёплый дождь, на птичий крик

На нежный взор, на вздох любви

И музыку мою продли.

Я не жалею ни о чём… Это был мой путь.

Мой путь — моя судьба… Дорога грёз, тропинка счастья.

Я сам себе судья и надо мной никто не властен

Пусть мир был так жесток. Но жизнь моя была прекрасна!

Дай бог ещё глоток… Это был мой путь…

Продлись мой путь на светлый миг

На тёплый дождь, на птичий крик

На нежный взор, на вздох любви

И музыку мою продли.

Я не жалею ни о чём… Это был мой путь.

Да, это был мой путь.

Этот вариант исполнил Иосиф Кобзон.
Русскоязычный кавер на версию Сида Вишеса сделала группа «F.P.G.».